# هانيبال هاملين
هانيبال هاملين (بالإنجليزية: Hannibal Hamlin)‏ (27 أغسطس 1809 – 4 يوليو 1891) هو محامي وسياسي أمريكي من ولاية مين. امتد عمله في المناصب الحكومية لأكثر من خمسين عاما، وكان أهمها شغله لمنصب النائب الخامس عشر لرئيس الولايات المتحدة. وهو أول جمهوري يشغل هذا المنصب، حيث شغله هاملين بين عامي 1861 إلى 1865، خلال الفترة الأولى للرئيس أبراهام لينكون. وهو يعتبر أكثر السياسيين تأثيرا من ولاية مين إلى جانب إدموند موسكي.

## نشأته
ولد هاملين لأبويه سيروس هاملين وزوجته آنا، كنيتها قبل الزواج ليفرمور، في بلدة باريس (حاليًا في مين، كانت عندها جزءًا من ماساتشوستس). يُعد هاملين متحدر من الجيل السادس للمستعمر الإنجليزي جيمس هاملين، الذي استوطن في مستعمرة خليج ماساتشوستس عام 1639. كان هاملين حفيد أخت السيناتور الأمريكي سامويل ليفرمور الثاني من نيوهامبشير.
ارتاد هاملين مدارس المقاطعة وأكاديمية هيربورن، وأدار لاحقًا مزرعة والده. من 1827 وحتى 1830، نشر هاملين صحيفة أوكسفورد جيفرسونيان بالاشتراك مع هوراشيو كينغ.
درس القانون مع مكتب المحاماة الذي يرأسه سامويل فيسيندين، وسُمح له بممارسة المهنة عام 1833، وبدأ بالممارسة في هامبدين في ماين حيث عاش حتى عام 1848.

## الحياة الشخصية
تزوج هاملين من سارة جين إيميري من باريس هيل عام 1833، والدها ستيفين إيميري الذي عُين مدعيًا عامًا في ماين في الفترة 1839-1840. أنجب هاملين وسارة أربعة أطفال: جورج وتشارلز وسيروس وسارة.
توفيت زوجته عام 1855. في السنة التالية، تزوج هاملين من أختها غير الشقيقة، إيلين فيستا إيميري عام 1856. أنجبا طفلين: هانيبال إي وفرانك. توفيت إيلين عام 1925.

## البدايات السياسية
بدأت مسيرة هاملين السياسية عام 1835، عندما انتُخب لعضوية مجلس نواب ماين، عُين رائدًا في طاقم موظفي الحاكم جون فيرفيلد، خدم مع المليشيا في حرب أروستوك غير الدموية عام 1839. سهل المفاوضات بين فيرفيلد والحاكم جون هارفي من نيو برونزويك، ما ساعد على تخفيض التوتر وجعل معاهدة ويبستر-آشبورتون ممكنة، والتي أنهت الحرب.[بحاجة لمصدر]
فشل ترشح هاملين لمجلس نواب الولايات المتحدة عام 1840 وغادر مجلس نواب الولاية عام 1841. انتُخب لاحقًا لفترتين في مجلس نواب الولايات المتحدة وشغل المنصب من 1843 وحتى 1847. انتُخب من قبل مشرعي الولاية لشعل شاغر في مجلس الشيوخ عام 1848، ولفترة كاملة عام 1851. بصفته ديمقراطيًا في بداية مسيرته، دعم هاملين ترشح فرانكلين بيرس عام 1852.
منذ بداية خدمته في الكونغرس، برز هاملين بصفته معارضًا لتمديد العبودية. كان داعمًا واضحًا لشرط ويلموت وتحدث ضد إجراءات التسوية لعام 1850. عارض هاملين، عام 1854، بشدة تمرير قانون كانساس-نبراسكا، والذي استبدل تسوية ميسوري. بعد تأييد الحزب الديمقراطي لذلك الإبطال في المؤتمر الوطني للحزب الديمقراطي عام 1850، انسحب هاملين من الحزب وانضم إلى الحزب الجمهوري المُؤسس حديثًا، مسببًا ضجة وطنية.
رشح الجمهوريون هاملين لمنصب حاكم الولاية في العام ذاته. نجح في الترشح بأغلبية كبيرة ونُصب في الثامن من يناير عام 1857. ومع ذلك، في أواخر فبراير 1857، استقال من منصب الحاكم. عاد إلى مجلس الشيوخ، وشغل منصبًا هناك من 1857 حتى يناير 1861.

## نائب الرئيس
رُشح هاملين من قبل الحزب الجمهوري لمنصب نائب رئيس الولايات المتحدة في الانتخابات الرئاسية عام 1860 في بطاقة الترشح مع النائب السابقة أبراهام لينكولن. نظرًا لأن لينكولن كان من إلينوي، كان مرشح منصب نائب الرئيس من ماين منطقيًا من أجل التوازن المناطقي. بصفته ديمقراطيًا سابقًا، تمكن هاملين من إقناع الديمقراطيين المناهضين للعبودية أن الانضمام إلى الحزب الجمهوري هو السبيل الوحيد لزوال العبودية.[بحاجة لمصدر]
لم يكن هاملين ولينكولن مقربين على الصعيد الشخصي، لكنهما تمتعا بعلاقة عمل جيدة. في ذلك الوقت، كان نائب الرئيس جزءًا من الجهاز التشريعي في دوره كرئيس لمجلس الشيوخ ولم يحضر اجتماعات الحكومة؛ لم يزر هاملين البيت الأبيض عادةً. لم يحب هاملين وماري تود لينكولن بعضهما. اشتكى هاملين، لدوره، قائلًا: «أنا مجرد عجلة خامسة في حافلة ولا يمكنني تقديم سوى القليل لأصدقائي».

## روابط خارجية
- هانيبال هاملين على موقع الموسوعة البريطانية (الإنجليزية)
- هانيبال هاملين على موقع إن إن دي بي (الإنجليزية)